# 哈大高速铁路
哈大高速铁路，又名哈大客运专线，简称哈大高铁、哈大客专，是中华人民共和国一条连接黑龙江省哈尔滨市与辽宁省大连市的高速鐵路，是中国首条高寒高速铁路，也是世界首条投入运营的新建高寒地区长大高速铁路，由哈尔滨至沈阳段和沈阳至大连段两部分组成。线路正线长904公里，运营里程921公里，设计时速350km/h，设车站23座，其中新建车站18座，改建车站5座；正线新建桥梁163座，隧道8座，桥隧比占正线长度的74%。全线已于2012年12月1日开通运营。

## 概况

哈大高鐵路線圖

哈大客运专线正线全长904公里，途径中国东北三省，其中辽宁省境内553公里，吉林省境内270公里，黑龙江省境内81公里。全线采用复线電氣化鐵路，其中沈阳站至沈阳南站间为三线，区间运行列车均为动车组，平均时速200公里以上。
本线在长春境内设有两条支线，分别为长西联络线和哈长联络线，长西联络线位于长春西站与长春站之间，中间设有杨家粉坊所，全长12km，设计速度160km/h，总投资92699万元，施工单位为中铁十三局；哈长联络线位于长春站和崔家营子所之间，中间设有杨家粉坊所，全长4km。
哈大客运专线项目在项目建议书阶段预计投资是820亿元，到可行性研究报告阶段提升至950亿，而网易声称其开通后实际的造价“远远超过1000亿元人民币”，平均每公里造价达1亿元人民币。建设资金来源主要分为铁路建设基金、地方政府资金和银行贷款三部分，具体项目出资比例为：沈阳铁路局77.73%，哈尔滨铁路局8.64%，辽宁哈大高铁投资公司9.02%，吉林省交通投资开发公司3.37%，黑龙江省哈大高铁有限责任公司1.24%。

## 歷史

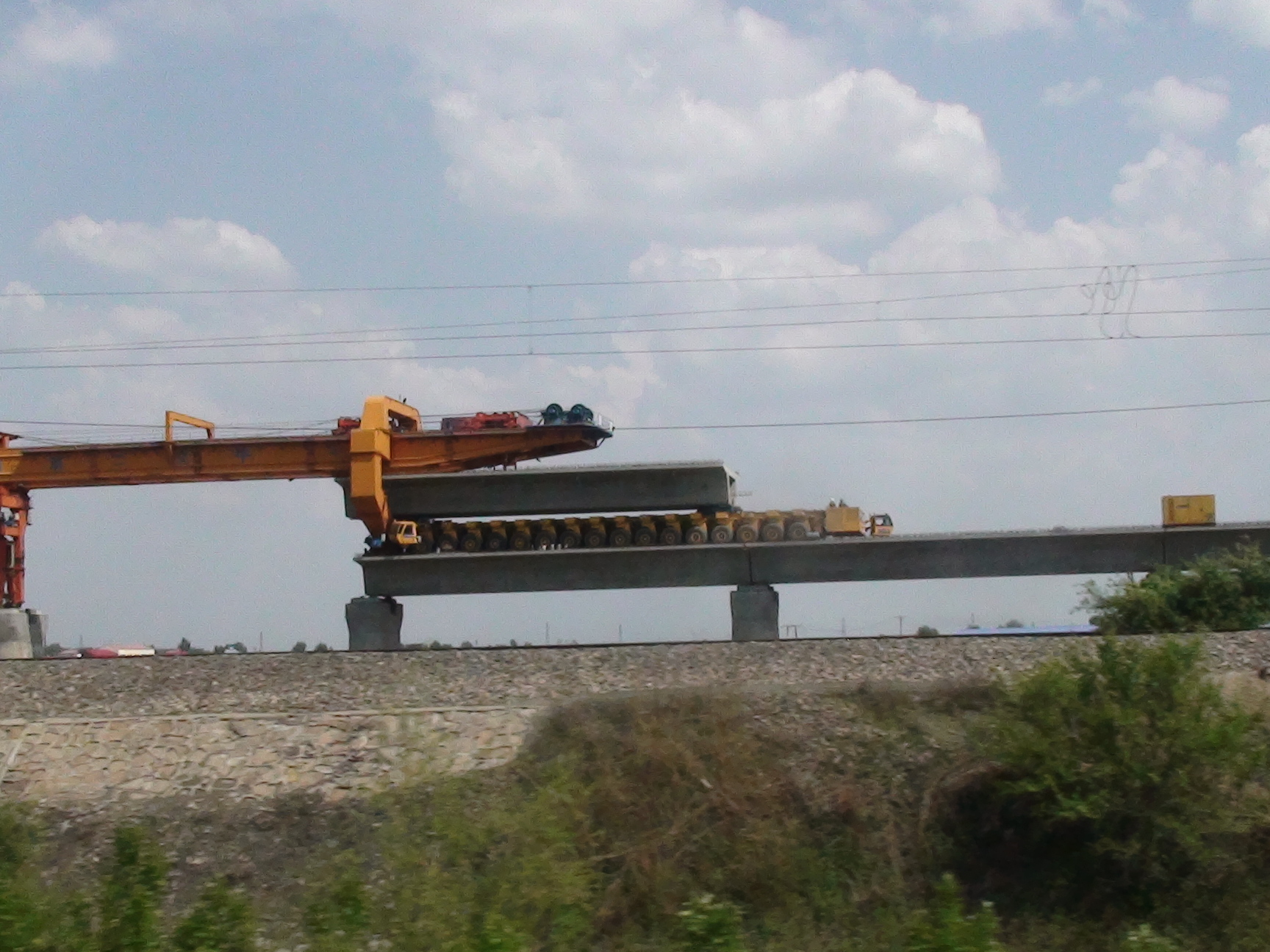
建设中的哈大客运专线（2010年6月）

### 规划阶段
2004年9月，项目前期工作正式启动。
2005年12月23日，国家发改委批复《哈尔滨至大连铁路客运专线项目建议书》。
2006年9月6日，原环境保护总局批复《新建铁路哈尔滨至大连铁路客运专线环境影响报告书》。
2007年4月26日，国家发改委批复《新建哈尔滨至大连铁路客运专线可行性研究报告》。同年6月，原铁道部批复了《新建铁路哈尔滨至大连客运专线初步设计》。

### 建设阶段
2007年8月23日，哈大客运专线开工建设仪式在吉林省长春市举行。11月10日，全线首根桩柱在沈阳市境内成功开钻。
2008年7月14日，全线首榀箱梁在鞍辽特大桥成功架设。11月26日，全线唯一一座跨海大桥，由中铁大桥局承建的普兰店海湾特大桥进入架梁施工阶段。
2009年5月18日，哈大客专首座隧道小山屯隧道主体工程全部完成。9月26日，全线控制性工程之一，位于沈阳市境内的马总屯特大桥连续梁工程成功上跨浑河，10月20日，主体工程成功完成。同日，普兰店海湾特大桥顺利合龙。
2010年1月12日，哈大客运专线最长隧道九里庄隧道成功贯通。同年6月28日，线路进入铺轨阶段，8月18日，全线进入接触网架设阶段，12月28日，铺轨工程完成。
2011年4月1日，全线进入静态验收阶段。9月中旬，全线通信工程基本完成。
2012年4月20日，已开工建设近5年的哈大高铁进入联调联试阶段，最高时速达到397千米/小时。10月8日完成联调联试，开始全线试运行。
2012年8月3日，受台风影响，沈大线无法通行，部分普速旅客列车临时驶入正在建设中的哈大高铁。

### 运营阶段
2012年12月1日，哈大客运专线正式开通运营。运营初期，实行冬季和夏季“两张列车运行图”，分别按时速200公里和300公里两个速度等级开行动车组列车，同时实行与两个速度等级相对应的票价。冬季运行图实施阶段为每年12月1日至次年4月20日，共5个月；夏季运行图实施阶段为每年4月21日至11月30日，共7个月。由于各种原因，原定于2013年4月1日执行的夏季运行图推迟至同年4月21日起执行。
2015年12月1日，哈大高铁和盘营高铁共同实行冬夏一张列车运行图，全年按照时速300公里开行动车组列车，哈大动车组列车因此停运，被哈大高速动车组列车取代。
2017年12月1日，哈大高铁开通运营五周年，运送旅客突破3亿人次，累计开行动车组列车33万列。
2019年12月10日，沿线车站实行电子客票服务。
2022年12月1日，哈大高铁开通运营十周年，累计运送旅客达6.7亿人次，开行动车组列车达74万列，安全走行6.71亿公里。

## 沿线车站
哈大高铁全线共设23个车站，其中辽宁段15个（大连北、金普、瓦房店西、鲅鱼圈、盖州西、营口东、海城西、鞍山西、辽阳、沈阳南、沈阳、沈阳北、铁岭西、开原西、昌图西），吉林段5个（四平东、公主岭南、长春西、德惠西、扶余北），黑龙江段3个（双城北、哈尔滨西、哈尔滨）。

## 使用列车

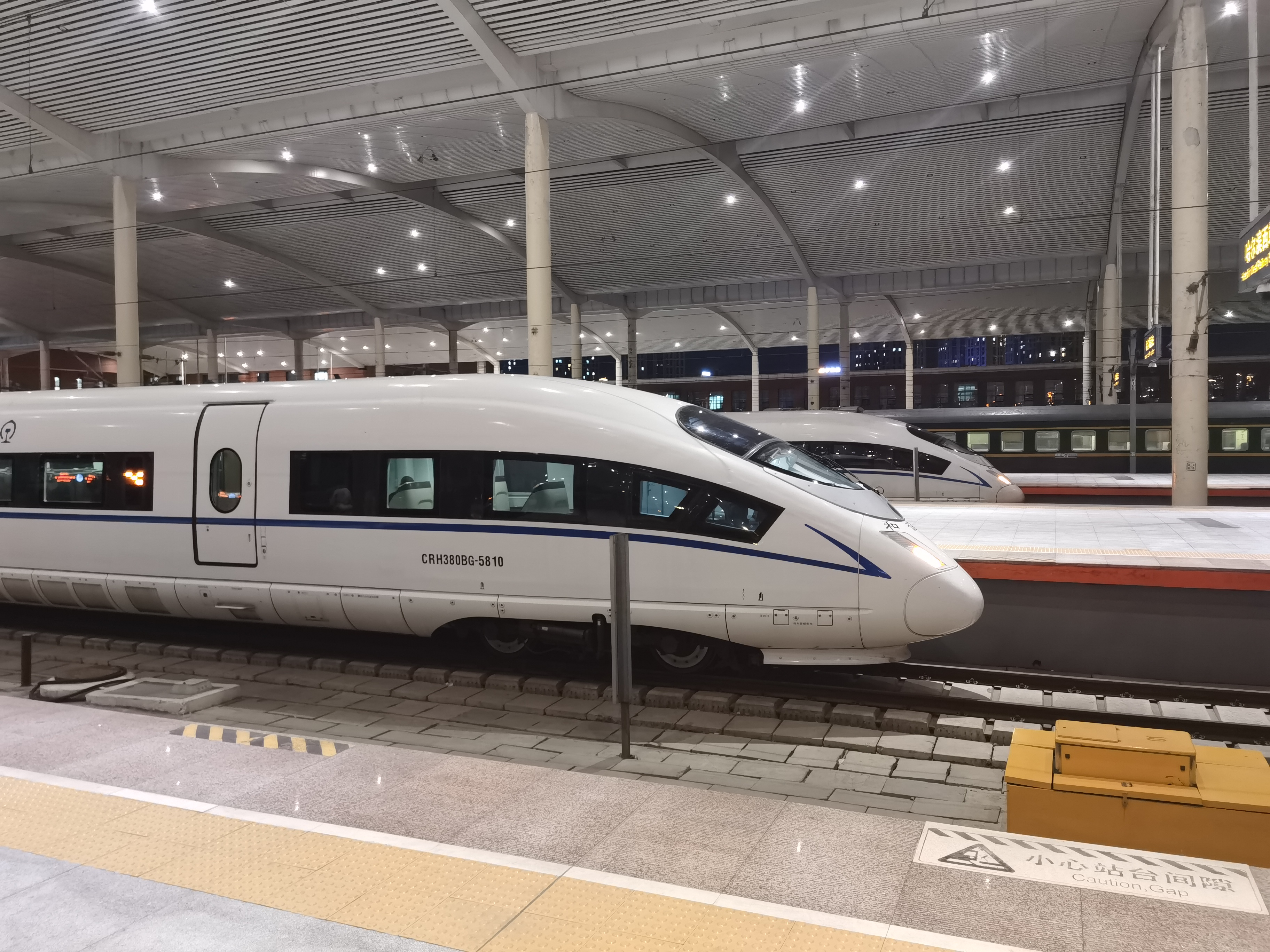
哈大高铁上的高速动车组列车主要由CRH380BG担当，图为哈大本线车G725次列车停靠在哈尔滨西站

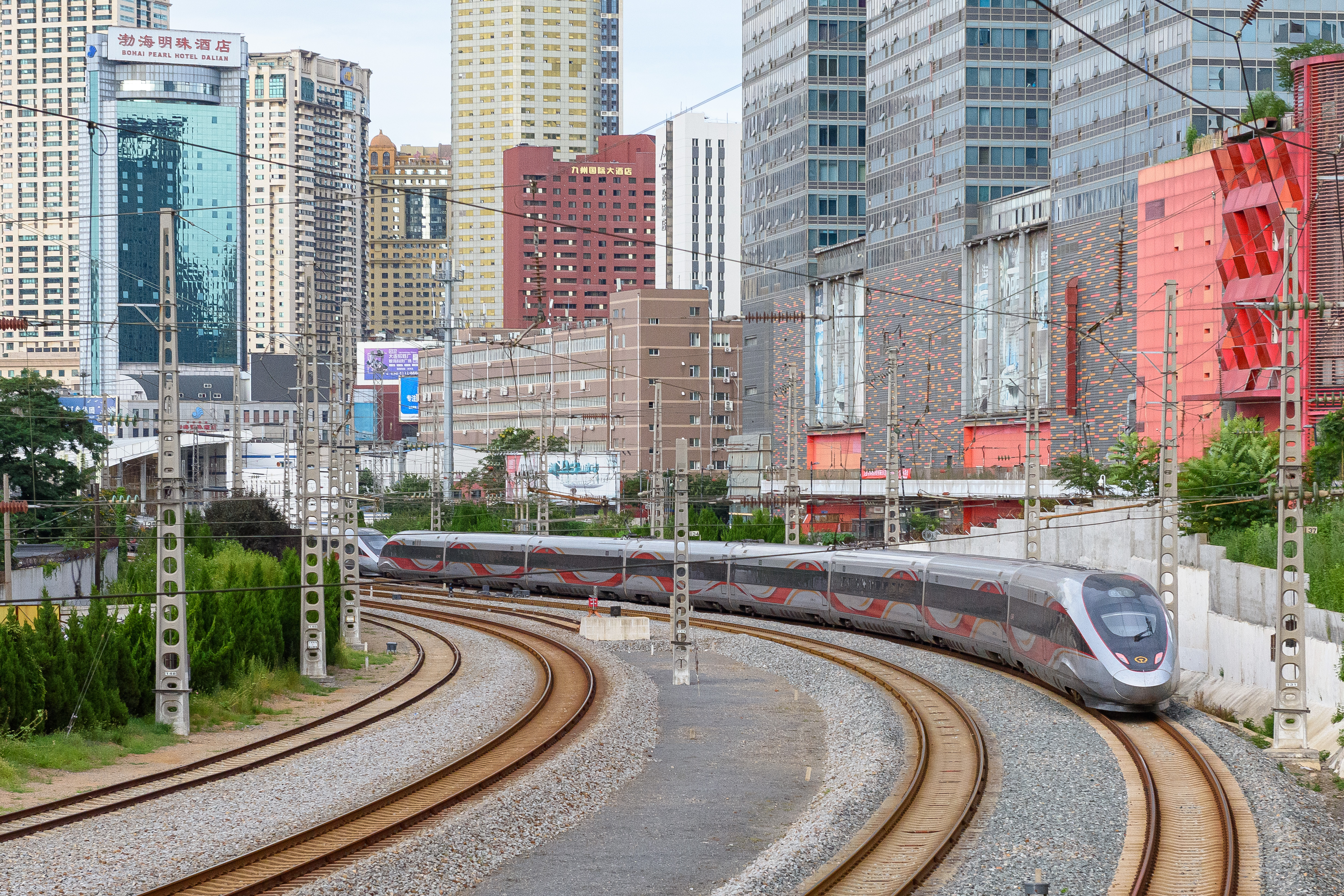
部分沈大管内车次使用CR400BF-GS，图为G8056次列车驶入大连站

哈大高铁主要使用CRH380BG型高速动车组列车，由长春轨道客车股份有限公司设计制造，采用四动四拖的动力分散式布局，具备防雪、抗寒性能，可在-38°C低温环境下持续运行（可适应最低温度为-40℃）。
2016年8月15日6时10分，由中国标准动车组担当的G8041次列车，从大连北站出发，沿哈大高铁开往沈阳站，这是中国标准动车组首次载客运行。
2021年6月25日，隨著復興號智能動車組擴大營運範圍，CR400BF-GZ型智能高寒电力动车组於哈大高鐵沈阳至哈尔滨段投入營運。
2025年1月1日，CR400BF-GS技术提升型智能动车组开始在沈大高速线投入运营，担当沈阳至大连间G8048次等多个车次。

## 爭議
2011年6月，哈大客专公司总经理杜厚智因哈大线基建工程和物资招投标方面的经济问题被免职接受调查。
2012年9月，“21世纪经济报道”声称哈大客运专线路基“发生大面积冻胀”。网易等媒体声称其原因是“投资方和施工方为了节省成本，没有在施工过程中使用高寒地区施工应有的防冻技术”。
哈大客运专线原定于2013年4月1日起按照夏季运行图提速至300公里每小时的计划被延迟至2013年4月21日实行，网易声称其原因为此前因高管贪腐而引发的“工程偷工减料的质量问题尚未得到根本性的整改”。